# Sericania quadrifoliata
Sericania quadrifoliata är en skalbaggsart som beskrevs av Lewis 1895. Sericania quadrifoliata ingår i släktet Sericania och familjen Melolonthidae. Inga underarter finns listade i Catalogue of Life.